# Kahlúa
Kahlúa er en mexikansk likør, kaffe-krydret og rom-baseret, med indhold af sukker, sirup og vanilje.
Likøren er kompakt, sød og har en udpræget smag af kaffe.

## Anvendelse
Kahlúa anvendes hovedsageligt til cocktails, garnering eller som indhold i desserter, inklusive is samt kager.

### Cocktails
Kahlúa er eksempelvis tilsat følgende coctails:
- B-52
- Baby Guinness
- Black Russian
- Mudslide
- White Russian
- Espresso Martini